# Risus abundat in ore stultorum
Risus abundat in ore stultorum è una locuzione latina che letteralmente significa "Il riso abbonda sulla bocca degli stolti" (gli stupidi ridono sempre), spiegando che ridere eccessivamente e fuori luogo è sinonimo di stupidità. Ma è anche la considerazione del fatto che persone poco argute sono inclini a ridere spesso, anche per motivi futili, mentre una persona assennata è normalmente più seria.